# هايدي مندوزا
هايدي مندوزا هي موظفة مدنية فلبينية، ولدت في 3 نوفمبر 1962 في تاياباس في الفلبين.